# Thetris
Thetris es un rascacielos de Milán en Italia.

## Historia
Diseñado por el estudio de arquitectura Be.st de Stefano Belingardi, el rascacielos reemplaza el proyecto desarrollado por el estudio PRP Architettura, conocido como Skydrop, cuyas obras se detuvieron en 2022 después de haber comenzado la construcción en 2021.

## Descripción
La torre está diseñada para alcanzar una altura de 100 metros distribuida en 20/25 pisos. El nuevo edificio estará compuesto en su fachada por tres secciones de 8, 6 y 4 pisos respectivamente.